# Landelijk Overleg Fracties
Het Landelijk Overleg Fracties (ook wel LOF genoemd) is een stichting die zich inzet voor de ondersteuning van de medezeggenschap aan universiteiten in Nederland. Het LOF is sinds 29 juni 1998 een stichting, maar bestaat sinds de jaren '70.
Het LOF houdt zich bezig met vier taken:
- Expertise-rol; het LOF functioneert als vraagbaak voor zowel medezeggenschappers als landelijke (overheids)organisaties.
- Netwerk; het LOF legt verbindingen tussen medezeggenschappers van verschillende universiteiten en medezeggenschapsraden.
- Training en uitwisseling; het LOF faciliteert scholing en uitwisseling van kennis voor medezeggenschappers.
- Lobby; het LOF onderhoudt contact met overheidsorganisaties om het beleid voor studentenmedezeggenschap zo veel mogelijk te bevorderen.

Het LOF wordt bestuurd door één fulltime bestuurder of meerdere parttime bestuurders. 

## Landelijke Studentenvakbond
Het LOF heeft een zusterorganisatie genaamd Studenten Overleg Medezeggenschap (SOM), dat medezeggenschap bevordert voor het hbo. Samen organiseren zij jaarlijks een Inwerkweekend. 
Naast de samenwerking met het Studenten Overleg Medezeggenschap, is er een nauwe samenwerking met de Landelijke Studentenvakbond (LSVb). De drie organisaties werken in hetzelfde kantoor. Naast de eerder genoemde activiteiten werkt het LOF samen met de LSVb op landelijke thema's die te maken hebben met de universitaire medezeggenschap. Sinds de oprichting van de vakbond wordt er intensief samengewerkt tussen de twee organisaties; het LOF is tot 1998 een werkgroep van de LSVb geweest. 